# Monoenergizm
Monoenergizm (ew. monoenergetyzm, gr. μονοενεργητισμός) – w teologii chrześcijańskiej doktryna głosząca, że Chrystus mający dwie natury, boską i ludzką, posiadał tylko jedno bosko-ludzkie działanie (ἐνέργεια). Odrzucona przez Sobór Konstantynopolitański III w 680 roku. Stanowiła jeden z etapów wielkiego sporu chrystologicznego, wstrząsającego cesarstwem bizantyńskim od V wieku.

## Przebieg sporu

### Początki sporu do 633 roku
Prekursorami i propagatorami koncepcji monoenergizmu byli Teodor z Faran, Cyrus, od roku 631 Patriarcha Aleksandrii i prefekt Egiptu, wychowany w środowisku monofizyckim w Syrii, oraz najbardziej wpływowy z nich Sergiusz, patriarcha Konstantynopola, przyjaciel cesarza Herakliusza.
W VII wieku, po nieudanej próbie Justyniana I i Soboru konstantynopolitańskiego II usunięcia schizmy monofizyzckiej powstałej po Soborze chalcedońskim, cesarz Herakliusz zabiegał o rozwiązanie kompromisowe dotyczące problemu chrystologii. Liczył na odbudowanie jedności na terenie cesarstwa bizantyjskiego, szczególnie jego wschodnich i południowych części. Kompromis miał polegać na przyjęciu diofizytyzmu chalcedońskiego, uznającego, że Boski Logos przyjął ludzkie ciało i istnieje w dwóch naturach, natomiast z drugiej strony proponował uznanie jednego działania bosko-ludzkiego (ἐνέργεια). Definicja tego terminu była jednak dość mglista. Ta doktryna teologiczna została początkowo przyjęta przez kościoły w Egipcie, Syrii i Armenii; nie została również potępiona przez biskupa Rzymu Honoriusza I.

### Od "Dziewięciu rozdziałów" w 633 roku do "Ethkhesis" w roku 638
Jednak unia z frakcją Teodozjan, najważniejszego stronnictwa egipskich monofizytów, przypieczętowana dokumentem w postaci tzw. "Dziewięciu rozdziałów", promulgowanym na synodzie w Aleksandrii 3 czerwca 633, autorstwa Cyrusa, nie trwała długo. Narzucana siłą szybko wywołała opozycję wśród duchowieństwa Syrii i Egiptu. Na jej czele stanął mnich Sofroniusz, od 634 roku patriarcha Jerozolimy. Sofroniusz stwierdził, że "Dziewięć rozdziałów" ma charakter wyłącznie monofizycki i poinformował o swoich zastrzeżeniach Sergiusza, patriarchę Konstantynopola. W odpowiedzi Sergiusz ogłosił Psephos, w którym zakazywał podejmowania jakichkolwiek rozważań na temat natury działania Chrystusa.
Także papież Honoriusz ostatecznie nie poparł nowej doktryny. W efekcie Sergiusz zdecydował się na jej porzucenie. W miejsce monoenergizmu zaproponował nową doktrynę monoteletyzmu, zakładającą istnienie jednej woli w Chrystusie. Nową doktrynę Sergiusz wyłożył w edykcie ethkhesis, promulgowanym przez cesarza w 638 roku.
Sobór Konstantynopolitański III w 680 roku potępił poglądy monoteletów.